# Белведере (Бергамо)
Белведере је насеље у Италији у округу Бергамо, региону Ломбардија.
Према процени из 2011. у насељу је живело 76 становника. Насеље се налази на надморској висини од 320 м.